# Seward’s Day
Der Seward’s Day ist ein gesetzlicher Feiertag in Alaska. Er wird jeweils am letzten Montag im März begangen und gedenkt der Unterzeichnung des Vertrags zum Kauf Alaskas von Russland am 30. März 1867.
Benannt ist der Feiertag nach William H. Seward, dem damaligen Außenminister der Vereinigten Staaten, der den Vertrag mit Russland ausgehandelt hatte.
Der formellen Übergabe der russischen Besitzungen an die Vereinigten Staaten wird mit dem Alaska Day am 18. Oktober gedacht.